# Tulipani: Liefde, Eer en een Fiets
Tulipani, Liefde, Eer en een Fiets je nizozemský komediální film scenáristy Petera van Wijka a režiséra Mikea van Diema. Byl vybrán institutem EYE Film Institute Netherlands jako jeden z osmi potenciálních nizozemských filmů pro kategorie Nejlepší cizojazyčný film na 90. ročník udílení Oscarů. Nicméně byl nakonec místo něj vybrán film Layla M.

## Obsazení
- Ksenia Solo jako Anna
- Giancarlo Giannini jako Catarella
- Gijs Naber jako Gauke
- Lidia Vitale jako Immacolata
- Donatella Finocchiaro jako Chiara
- Giorgio Pasotti jako Piero